# Anja Elkoff
Anja Elkoff (* 7. Januar 1914 als Anne Maria Eichelmann in Magdeburg; † 9. Oktober 1992 in Fürth) war eine deutsche Sängerin und Schauspielerin.

## Leben
Anja Elkoff hatte eine klassische Gesangsausbildung erhalten und trat ihr erstes nachweisbares Festengagement 1940 in Münster an. 1941 kam sie nach Berlin, wo sie ein Engagement am Theater des Volkes, betrieben vom Reichsministerium für Volksaufklärung und Propaganda, antrat. Zu ihren Kollegen gehörten in dieser Spielzeit 1941/1942 Künstler wie die Schauspielerin Edith Schollwer und der Kammersänger Karl Jöken. 1942 folgte sie einem Ruf an das Preußische Staatstheater Kassel, wo sie bis zur Schließung aller Spielstätten im Spätsommer 1944 blieb.
Ihr erstes Nachkriegsengagement führte die Künstlerin 1945 bis 1950 an die Oper/Operette des Nationaltheaters Mannheim. Als Anja Elkoff-Magath ist sie zwischen 1945 und 1947 auch am Staatstheater Wiesbaden nachweisbar. In den Jahren 1950 bis 1955 war sie am Staatstheater Braunschweig engagiert, wo sie ebenfalls als Sängerin im Bereich Oper/Operette eingesetzt wurde. Mit der Geburt ihres Kindes, der späteren Moderatorin und Schauspielerin Christine Reinhart, beendete sie im Herbst 1955 ihre künstlerische Laufbahn.
Anja Elkoffs Berlin-Aufenthalt 1941/1942 führte zu drei Filmauftritten. In ihrem Leinwanddebüt Leichte Muse (an der Seite Willy Fritschs) und in Helmut Käutners Werk Romanze in Moll, wo sie Lothar Brühnes Eine Stunde zwischen Tag und Träumen vortrug, wurde sie vor allem als Sängerin eingesetzt. Zwischen beiden Filmen übernahm sie in dem Kriminalfilm Dr. Crippen an Bord die Rolle als geheimnisvolle Ehefrau des gesuchten Titelhelden, der zugleich zu ihrem Mörder wurde. Es wurde die bedeutendste Rolle ihrer sehr kurzen Filmlaufbahn.
Anja Elkoff war mit dem Internisten Rolf Christian Triebel verheiratet und lebte mit ihm zuletzt in Zirndorf. Sie starb 1992 in Fürth.

## Filmografie
- 1941: Leichte Muse
- 1942: Dr. Crippen an Bord
- 1942: Romanze in Moll